# Alexander Lüneburg († 1625)
Alexander Lüneburg (* in Lübeck; † 5. März 1625 ebenda) war Ratsherr der Hansestadt Lübeck.

## Leben
Alexander Lüneburg war Sohn des Lübecker Ratsherrn Joachim Lüneburg. Er studierte ab 1594 an der Universität Rostock. 1601 wurde Alexander Lüneburg Mitglied der patrizischen Zirkelgesellschaft in Lübeck. 1617 wurde er in den Lübecker Rat erwählt.
Alexander Lüneburg war mit einer Tochter des Ratsherrn Christian Petersen verheiratet.